# Nijákriehppejávrásj
Nijákriehppejávrásj, enligt tidigare ortografi Niakrieppejauratj, är en sjö i Jokkmokks kommun i Lappland och ingår i Luleälvens huvudavrinningsområde. Sjön har en area på 0,172 kvadratkilometer och ligger 1 172 meter över havet. Nijákriehppejávrásj ligger i Sarek Natura 2000-område.

## Delavrinningsområde
Nijákriehppejávrásj ingår i det delavrinningsområde (749125-157310) som SMHI kallar för Ovan Niakjåkåtj. Medelhöjden är 1 042 meter över havet och ytan är 25,78 kvadratkilometer. Räknas de 3 avrinningsområdena uppströms in blir den ackumulerade arean 55,56 kvadratkilometer. Sjnjuvtjudisjåhkå som avvattnar avrinningsområdet har biflödesordning 2, vilket innebär att vattnet flödar genom totalt 2 vattendrag innan det når havet efter 384 kilometer. Avrinningsområdet består mestadels av kalfjäll (97 procent). Avrinningsområdet har 0,17 kvadratkilometer vattenytor vilket ger det en sjöprocent på 0,7 procent. Delavrinningsområdet täcks till 1,93 procent av glaciärer, med en yta av 0,4981 kvadratkilometer.